# عصب محرك للعين
العصب المحرك للعين أو العصب القحفي الثالث هو ثالث الأعصاب القحفية، يدخل محجر العين عبر الشق العلوي ويُغذي عضلات العين الخارجية المسؤلة عن معظم حركات العين والتي ترفع الجفن، كما يحتوي العصب المحرك للعين أيضًا على ألياف تغذي عضلات العين الداخلية المسؤلة عن انقباض الحدقة وتكيفها (أي قدرتها على التركيز على الأشياء القريبة أثناء القراءة مثلا). يُشتق العصب المحرك للعين من الصفيحة القاعدية للدماغ المتوسط في الجنين، ويشارك العصبان القحفيان الرابع والسادس أيضا في السيطرة على حركة العين.

## التركيب
ينشأ العصب المحرك للعين من نواته الموجودة في مستوى الأكمية العلوية في الدماغ المتوسط، وتقع نواة العصب الثالث على الناحية البطنية من المسال الدماغي على المادة الرمادية السابقة للمسال الدماغي، وتقع الألياف القادمة من النواة المحركة للعين أفقيا على جانبي المسال الدماغي ثم تمر عبر النواة الحمراء، لتمر بعدها عبر المادة السوداء الخارجة من الحفرة بين السويقتين.
يُغطى العصب المحرك للعين بغمد من الأم الحنون عند خروجه من جذع المخ، ويُحاط بإطالة من الأم العنكبوتية، ويمر العصب بين الشريان المخيخي العلوي (أسفله) والشريان المخي الخلفي (أعلاه)، ثم يخترق الأم الجافية من الأمام الوحشي للناتئ السرير الخلفي، مارا بين الحدود الطليقة والمرفقة لخيمة المخيخ.

### الفرع العلوي
يمر الفرع العلوي (الأصغر) للعصب المحرك للعين إنسيا فوق العصب البصري. ويغذي العضلة المستقيمة العلوية ورافعة الجفن العلوية.

### الفرع السفلي
ينقسم الفرع السفلي (الأكبر) للعصب المحرك للعين إلى ثلاثة فروع.
- فرع يمر أسفل العصب البصري ليغذي العضلة المستقيمة الإنسية.
- وفرع آخر يغذي العضلة المستقيمة السفلية.
- وفرع ثالث وهو الأطول، ويمتد ليغذي العضلة المائلة السفلية. ومن الأخير يتفرع فرع سميك قصير يغذي الجزء السفلي من العقدة الهدبية، ويشكل جذرها القصير.

تدخل كل هذه الفروع العضلات من أسطحها المقابلة للعين، باستثناء العصب المغذي العضلة المائلة السفلية حيث يدخلها من حدودها الخلفية.

### النوى
ينشأ العصب المحرك للعين من الجانب الأمامي للدماغ المتوسط، وتوجد نواتان للعصب المحرك للعين:
- النواة المحركة للعين وتنشأ عند مستوى الأكمية العلوية، والعضلات التي تتحكم بها النواة هي عضلات مخططة العضلة الرافعة للجفن وجميع عضلات العين الخارجية باستثناء العضلات المائلة العلوية والعضلة المستقيمة الوحشية.
- نواة إيدنغر-يستفال وتغذي العين بألياف من الجهاز العصبي اللاودي عن طريق العقدة الهدبية، وبالتالي تسيطر على العضلة العاصرة للحدقة (التي تؤدي إلي تقبض الحدقة) والعضلات الهدبية (التي تؤثر إلي التكيف أثناء الرؤية القريبة).

تلتحق بالعصب المحرك للعين الألياف التالية للعقدة الودية والقادمة من الضفيرة الموجودة على الشريان السباتي الداخلي في جدار الجيب الكهفي، ويتم توزيع هذه الألياف عبر العصب.

## الوظيفة
يشتمل العصب المحرك للعين على محاور من نوع الألياف الصادرة الجسمية العامة، والتي تغذي العضلات الهيكلية الرافعة لجفن العين، والعضلة المستقيمة العلوية والمستقيمة الإنسية والمستقيمة السفلية والمائلة السفلية. (يغذي جميع عضلات العين الخارجية باستثناء العضلة المائلة العليا والمستقيمة الوحشية).)
كذلك يشتمل العصب أيضًا على محاور من نوع الألياف الورادة الحشوية العامة.

## الأهمية السريرية

### الأمراض
يمكن أن يحدث شلل في العصب المحرك للعين بسبب:
- الإصابة المباشرة
- الأمراض المزيلة للميالين (مثل التصلب المتعدد)
- زيادة الضغط داخل الجمجمة (مما يؤدي إلى فتق الدماغ) وذلك بسبب:
  - آفة ذات حجم ملحوظ (مثل سرطان الدماغ)
  - نزف تلقائي تحت العنكبوتية (بسبب أم الدم داخل القحف)
- أمراض الأوعية الدموية الدقيقة، مثل مرض السكري.

يحدث شلل العصب المحرك للعين في الأشخاص المصابين بداء السكري والذين تزيد أعمارهم عن 50 عامًا، دون أن تُصاب استجابة الحدقة، ويرجع ذلك للترتيب التشريحي للألياف العصبية للعصب المحرك للعين؛ حيث أن الألياف التي تتحكم بوظيفة الحدقة تكون سطحية وبالتالي تتجنب التعرض للإصابات الإقفارية المعتادة لمرض السكري، وعلى العكس من ذلك فإن أم الدم يمكن أن تضغط على العصب الحركي فتؤثر على الألياف السطحية وييظهر ذلك في شكل شلل للعصب المحرك للعين مع فقدان استجابة الحدقة.

### الفحص

#### عضلات العين
عادة ما يتم فحص الأعصاب القحفية الثالث والرابع والسادس معًا كجزء من فحص الأعصاب القحفية، ويقوم الفاحص عادةً بتوجيه المريض بأن يحافظ على رأسه ثابتًا فيما يتابع حركة إصبع الطبيب فقط من خلال تحريك عينينه، ويُمكن للطبيب من خلال مراقبة حركة العين والجفون أن يحصل على مزيد من المعلومات حول العضلات المحركة للعين والعضلة الرافعة للجفن والأعصاب القحفية الثالث والرابع والسادس، ويؤدي فقدان وظيفة أي من عضلات العين إلى شلل في عضلات العين.

#### منعكس الحدقة
يتحكم العصب المحرك للعين أيضًا في انقباض الحدقة وسُمك عدسة العين، ويمكن اختبار ذلك بطريقتين رئيسيتين، عن طريق تحريك الإصبع قريبا من الشخص (نحو وجه) للحث على التكيف، كما يؤدي ذلك إلى تقبض الحدقة.
يجب أن يؤدي تسليط الضوء على عين واحدة إلى انقباض حدقي متساوٍ في كلا العينين. وجدير بالذكر أن عصبونات العصب البصري تتقاطع في التصالبة البصرية وتعبر بعضها إلى الجانب المقابل، وهذا هو أساس «اختبار الضوء الومضي المتأرجح».

## صور إضافية

خريطة العصب الحركي.
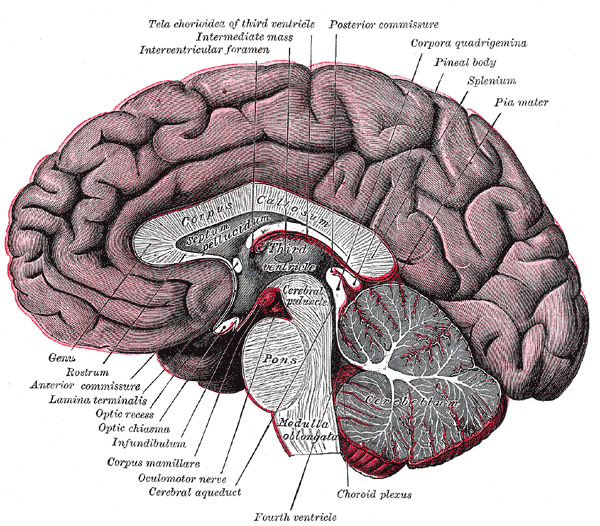
مقطع سهمي متوسط من الدماغ.
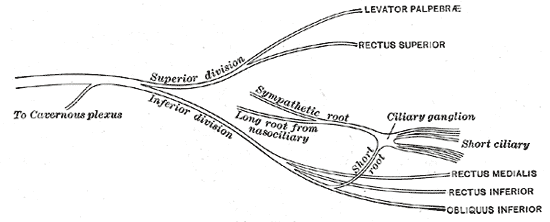
خطة العصب الحركي.
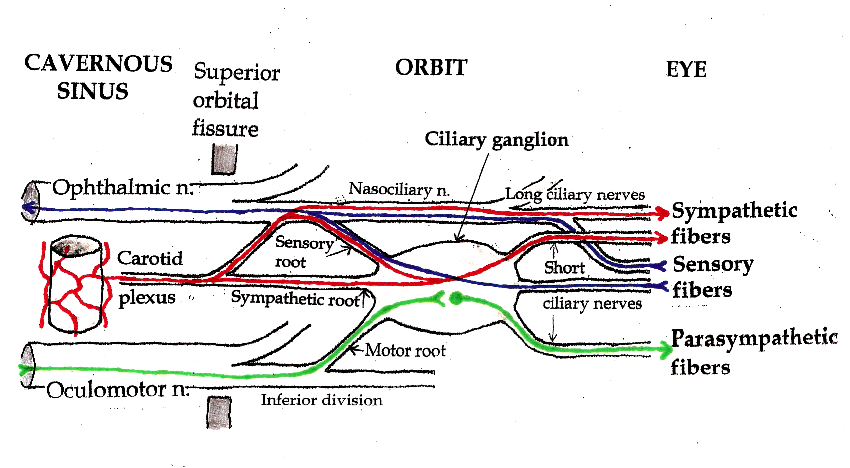
مسارات في العصابة الهدبية.

## روابط خارجية
- GrossAnatomy/h_n/cn/cn1/cn3.htm في موقع (MedEd) التابع لجامعة لويولا.
- oph/183 في موقع إي ميديسين - «الشلل العصبي الحركي»
- Oculomotor+Nerve في المكتبة الوطنية الأمريكية للطب نظام فهرسة المواضيع الطبية (MeSH).

- hier-479 في نيورونيمز.
- صور متحركة للعصب القحفي خارج العين ووظيفة العضلات وتلفها (جامعة ليفربول)
- درسٌ تشريحي حول cranialnerves مُعدٌ بواسطة ويسلي نورمان (جامعة جورجتاون). (III)